# Средство Макропулоса
«Сре́дство Макро́пулоса» (чеш. Věc Makropulos) — фантастическая пьеса Карела Чапека, написанная в 1922 году. Сюжет построен вокруг секрета вечного нестарения, который известен двум персонажам пьесы, и которым стремятся завладеть остальные.
Мысль о «принудительном долголетии» и о том, может ли бессмертие само по себе стать благом для человека, Чапек высказывал ещё в 1918 году в статье «Философия и жизнь». В мае-июле 1922 года он развил эту мысль в пьесе «Средство Макропулоса» («комедии в трёх действиях с эпилогом»).

## Сюжет
Действие пьесы происходит в Праге в 1913 году.
Акт 1. Альберт Грегор ведет дело о наследстве против барона Пруса. Его делом занимаются адвокат Коленатый и его помощник Витек, у которого есть дочь Кристина. Неожиданно появляется знаменитая певица Эмилия Марти и проявляет интерес к делу Грегора. Она утверждает, что существует документ, который поможет ему выиграть дело. Но документ хранится у барона. При этом она рассказывает такие подробности о делах столетней давности, как будто сама жила в то время. Коленатый не верит ей, но Грегор поверил и заставил адвоката обратиться к барону. Барон нашел документ, и готов его отдать, хотя это не в его интересах. Грегор лишь должен доказать, что документ принадлежит ему по праву. Эмилия обещает помочь, а в награду просит лишь старую рукопись на греческом языке, которая должна храниться у него. Грегор уверяет, что ничего подобного у него нет, но Эмилия настаивает.
Акт 2. Сцена театра, где недавно состоялось выступление Эмилии Марти. Грегор и Прус поздравляют её с блестящим успехом, дарят букеты. Грегор уже успел влюбиться в неё. Похоже, что и сын Пруса Янек, который до сих пор ухаживал за Кристиной, тоже увлечен Эмилией. Появляется с букетом и престарелый граф Гаук-Шендорф. Он говорит Эмилии, что она поразительно похожа на испанскую цыганку Эухению Монтес, в которую он был безумно влюблен пятьдесят лет назад. Эмилия заговаривает с ним по-испански, просит поцеловать её. Граф начинает верить, что она и есть Эухения, хотя этого не может быть. Он уходит, обещая вернуться. Прус задает Эмилии неожиданный вопрос — известна ли ей фамилия Макропулос. Она отрицает это, но просит Грегора уйти, чтобы поговорить с Прусом наедине. Из разговора она узнаёт, что греческая рукопись, которую она жаждет заполучить, хранится у Пруса. Эмилия просит Пруса отдать ей рукопись. Он вначале отказывается, но когда она приглашает его прийти к ней ночью, соглашается.
Акт 3. Номер Эмилии в отеле. Эмилия и Прус провели ночь вместе. Барон отдает ей рукопись. В это время ему приносят прощальное письмо от его сына, который покончил самоубийством из ревности к своему отцу. Появляются Коленатый, Грегор, Витек и Кристина. Они успели сличить попавшие в их руки документы, созданные в разное время и подписанные разными именами: Эллен Мак-Грегор, Элина Макропулос, Эмилия Марти… Везде один и тот же почерк и одна печать с инициалами Э. М. Все теперь настроены против неё и требуют ответа — что всё это значит. Поскольку она вначале оказывается отвечать, они устраивают обыск в номере и находят ещё кучу документов, в том числе паспорта на имя Эльзы Мюллер и Екатерины Мышкиной. Наконец, Эмилия сдаётся и обещает всё рассказать, просит только дать ей час времени, чтобы привести себя в порядок.
Эпилог. Пока Эмилия прихорашивалась, самозваная следственная команда подготовила антураж для «судебного процесса». Номер в отеле обставили как зал суда. Мебель покрыта черным сукном, на столе — крест, библия, горящая свеча и череп (для вящего воздействия на психику обвиняемой). Коленатый взял на себя роль председателя суда, Витек — секретарь, Грегор — прокурор, остальные — присяжные. Входит Эмилия. Ей предъявляют обвинение и начинают допрос. Она успела напиться для храбрости и теперь ей море по колено. Она честно отвечает на все вопросы, но ответы её невероятны и вначале вызывают недоверие. Имя? — Элина Макропулос. Год рождения — 1585-й. Возраст? — 337 лет. Она признаёт, что все имена с инициалами Э.М. принадлежат ей, она была попеременно всеми этими личностями. И она — прабабушка Грегора. Эмилия объяснила, что её отец, придворный лекарь императора Рудольфа II Габсбурга, приготовил для него эликсир бессмертия. Но император, боясь отравиться, приказал ему сначала испытать его на своей дочери Элине. Та тяжело заболела. Император разгневался и бросил лекаря в тюрьму, сочтя его шарлатаном. Но Элина вскоре поправилась и, прихватив рецепт, бежала за границу. После чего прожила много жизней, время от времени меняя имена и страны, чтобы никто ничего не заподозрил. Греческая рукопись — это и есть тот рецепт, «средство Макропулоса», который она когда-то отдала очередному любовнику, предку барона Пруса, но теперь он ей понадобился.
После жёсткого допроса с пристрастием «судьи», наконец, поверили ей. И тогда встал вопрос: что делать с рецептом? Высказываются различные точки зрения. Рецепт по закону может принадлежать только членам семьи Макропулос. Нет, он должен стать достоянием всего человечества. Нет, только для избранных! Но постепенно они приходят к выводу, что бессмертие никому не нужно. И когда Эмилия, уставшая от жизни и готовая добровольно расстаться с рецептом, предлагает его по очереди каждому из них, все отказываются. Только Кристина принимает его… и подносит к огню. Все одобряют её решение. Пьеса кончается возгласом Эмилии: «Ха-ха-ха, конец бессмертию!»

## Автор о своем замысле
В этой комедии мне… хотелось сказать людям нечто утешительное, оптимистическое. В самом деле: почему оптимистично утверждать, что жить шестьдесят лет — плохо, а триста лет — хорошо? Мне думается, что считать, скажем, шестидесятилетний срок жизни неплохим и достаточно продолжительным — не такой уж злостный пессимизм. […] По-моему, оптимизм бывает двух родов: один, отворачиваясь от дурного и мрачного, устремляется к идеальному, хоть и призрачному; другой даже в плохом ищет крохи добра хотя бы и призрачного. Первый жаждет подлинного рая — и нет прекрасней этого порыва человеческой души. Второй ищет повсюду хотя бы частицы относительного добра. Может быть, и такого рода усилия не лишены ценности? Если это не оптимизм, назовите его иначе.

## Критика
Чешский писатель и драматург Иван Клима выразил свое мнение о финальной сцене пьесы следующим образом:
«Единодушие персонажей, отказывающихся от долголетия, крайне маловероятно с психологической точки зрения, а поведение персонажей, если рассматривать его логически, можно считать безответственным. Заключительные строки пьесы являются одними из наименее убедительных и наиболее надуманных из всего, что написал Чапек».

## Театральные постановки
Премьера пьесы состоялась 21 ноября 1922 года в Праге, в Городском театре на Краловых Виноградах, постановщиком был автор.
В современной Чехии «Средство Макропулоса» идёт в Народном театре и Театре на Виноградах в Праге, в театре HaDivadlo в Брно.
Переведённая на русский язык в 1940 году, пьеса «Средство Макропулоса» до сих пор остаётся в репертуаре театров России и других стран. Наиболее известна постановка Государственного академического Малого театра: режиссёры Майя Маркова и Владимир Монахов-второй, в ролях Нелли Корниенко (Эмилия Марти), Владимир Кенигсон (Ярослав Прус), Эдуард Марцевич (Альберт Грегор), Александр Овчинников (Янек), Евгений Весник (Гаук-Шендорф). В 1978 году этот спектакль был снят для Центрального телевидения.
Мюзикл «Средство Макропулоса» (композитор Владимир Баскин, либретто Константина Рубинского), поставлен в Челябинском молодёжном театре (2014), Иркутском музыкальном театре (2015), Новосибирском музыкальном театре (2017), Одесском театре музыкальной комедии (2018), Рязанском музыкальном театре (2019), Санкт-Петербургском государственном музыкальном театре им. Ф.И. Шаляпина (Мюзик-Холл) (2022).

## Экранизации
- «Средство Макропулоса» — телеспектакль в постановке Государственного академического Малого театра (1978, СССР)
- мюзикл «Рецепт её молодости» (1983, СССР)

## Адаптации
- «Средство Макропулоса» (1923—1925) — опера Леоша Яначека.
- «Средство Макропулоса» (2014) — мюзикл Владимира Баскина.